# Cerochroa nigricollis
Cerochroa nigricollis es un coleóptero de la familia Chrysomelidae.
Fue descrita científicamente en 1920 por Laboissiere.